# Irituia
Irituia là một đô thị thuộc bang Pará, Brasil. Đô thị này có diện tích 1379,523 km², dân số năm 2007 là 29771 người, mật độ 21,58 người/km².